# Manly (Iowa)
Pour les articles homonymes, voir Manly.
Manly est une ville, du comté de Worth en Iowa, aux États-Unis. Elle est fondée en 1877 et  incorporée le 19 novembre 1898.